# کوپرا ماریتیما
کوپرا ماریتیما (به ایتالیایی: Cupra Marittima) یک کومونه در ایتالیا است که در استان اسکولی پیچنو واقع شده‌است.

## خصوصیات
کوپرا ماریتیما ۱۷٫۲ کیلومترمربع مساحت و ۵٬۲۵۲ نفر جمعیت دارد و ۴ متر بالاتر از سطح دریا واقع شده‌است.